# Kulturåret 1845

## Händelser
- 13 mars – Felix Mendelssohns Violinkonsert uruppförs i Leipzig med Ferdinand David som solist.
- 6 oktober – öppnades Svenska Slöjdföreningen på Mandelgrens initiativ.
- 19 oktober – Operan Tannhäuser av Richard Wagner har urpremiär på Hoftheater i Dresden.

### Okänt datum
- Heatherley School of Fine Art grundades i London.
- Lumpaciusvagabundus (Die böse Geist Lumpazivagabundus oder Das liederliche Kleeblatt), en pjäs från 1833 av Johann Nestroy, har svensk premiär på Mindre teatern i Stockholm.
- Glasgow Government School of Design grundades.

## Nya verk
- 1844–1845 av August Blanche
- Carmen av Prosper Mérimée
- Den heliga familjen av Karl Marx
- Greven av Monte Cristo av Alexandre Dumas d.ä.
- Jenny eller ångbåtsfärden av August Blanche
- Jernbäraren av August Blanche
- Körer, kupletter och melodramer ur Läkaren av August Blanche
- Kupletter och Körer ur Stockholm, Westerås och Upsala av August Blanche
- Major Müllers döttrar av Wilhelmina Stålberg
- Om dandyismen av Jules Barbey d'Aurevilly
- Sånger i Pansar av Talis Qualis
- Sinfonie singulière av Franz Berwald

## Födda
- 21 januari – Harriet Backer (död 1932), norsk målare.
- 14 mars – August Bungert (död 1915), tysk tonsättare.
- 25 mars – Ettore Ferrari (död 1929), italiensk skulptör.
- 12 april – Gustaf Cederström (död 1933), svensk historiemålare.
- 24 april – Carl Spitteler (död 1924), schweizisk författare, nobelpristagare i litteratur 1919.
- 12 maj – Gabriel Fauré (död 1924), fransk tonsättare, pianist och organist.
- 17 maj – Jacint Verdaguer (död 1902), katalansk poet.
- 17 juni – Carl Axel Strindberg (död 1927), svensk kompositör, sångtextförfattare och musiker (cello och piano).
- 1 juli – Ika Peyron (död 1922), svensk tonsättare, pianist och organist.
- 18 juli – Tristan Corbière (död 1875), fransk poet.
- 10 augusti – Abaj Qunanbajuly (död 1904), kazakisk poet, kompositör och filosof.
- 15 augusti – Walter Crane (död 1915), engelsk konstnär.
- 1 oktober – Adolf Oberländer (död 1923), tysk tecknare och målare.
- 6 oktober – Wilhelm Theodor Söderberg (död 1922), svensk tonsättare, kyrkomusiker och musiklärare.
- 14 oktober – Olindo Guerrini (död 1916), italiensk poet.
- 6 november – Beniamino Cesi, pianist (död 1907), italiensk pianist och pianopedagog.
- 15 november – Tina Blau (död 1916), österrikisk konstnär.
- 25 november – José Maria Eça de Queiroz (död 1900), portugisisk författare.
- 24 december – Fernand Cormon (död 1924), fransk målare.

## Avlidna
- 22 februari – Sydney Smith (född 1771), engelsk satiriker och politiker.
- 3 maj – Thomas Hood (född 1799), engelsk författare.
- 12 maj – August Wilhelm Schlegel (född 1767), tysk författare.
- 26 maj – Jónas Hallgrímsson  (född 1807), isländsk diktare, översättare och vetenskapsman.
- 17 juni – Richard Harris Barham (född 1788), brittisk diktare och prästman.
- 12 juli – Henrik Wergeland (född 1808), norsk författare.
- 2 november – Chrétien Urhan (född 1790), fransk violinist, organist och tonsättare.
- 2 december – Giovanni Simone Mayr (född 1763), tysk-italiensk tonsättare.
- 25 december – Wilhelm Friedrich Ernst Bach (född 1759), tysk tonsättare och musikpedagog.